# Long Island Nets 2018-2019
La stagione 2018-19 dei Long Island Nets fu la 3ª nella NBA D-League per la franchigia.
I Long Island Nets vinsero la Atlantic Division con un record di 34-16. Nei play-off vinsero la semifinale di conference con i Raptors 905 (1-0), la finale di conference con i Lakeland Magic (1-0), perdendo poi la finale G League con i Rio Grande Valley Vipers (2-1).

## Roster
|    | Naz.                            | Ruolo | Sportivo          | Anno | Alt. | Peso |  |
| -- | ------------------------------- | ----- | ----------------- | ---- | ---- | ---- |  |
| 0  | Stati Uniti (bandiera)          | G     | Jordan McLaughlin | 1996 | 185  | 84   |  |
| 00 | Lettonia (bandiera)             | A     | Rodions Kurucs    | 1998 | 206  | 95   |  |
| 1  | Stati Uniti (bandiera)          | G     | Theo Pinson       | 1995 | 201  | 96   |  |
| 3  | Stati Uniti (bandiera)          | G     | Kevin Olekaibe    | 1992 | 188  | 82   |  |
| 7  | Kenya (bandiera)                | A     | Nuni Omot         | 1994 | 206  | 93   |  |
| 8  | Stati Uniti (bandiera)          | C     | Kendall Gray      | 1992 | 208  | 109  |  |
| 9  | Stati Uniti (bandiera)          | A     | Drew Gordon       | 1990 | 206  | 111  |  |
| 10 | Stati Uniti (bandiera)          | A     | Okaro White       | 1992 | 203  | 98   |  |
| 11 | Stati Uniti (bandiera)          | G     | Shannon Scott     | 1992 | 185  | 84   |  |
| 12 | Stati Uniti (bandiera)          | G     | Josh Newkirk      | 1994 | 185  | 88   |  |
| 13 | Bosnia ed Erzegovina (bandiera) | GA    | Džanan Musa       | 1999 | 206  | 94   |  |
| 14 | Costa d'Avorio (bandiera)       | A     | Ismael Sanogo     | 1996 | 203  | 95   |  |
| 15 | Stati Uniti (bandiera)          | AC    | Alan Williams     | 1993 | 203  | 120  |  |
| 17 | Stati Uniti (bandiera)          | A     | Will Davis        | 1992 | 203  | 100  |  |
| 20 | Stati Uniti (bandiera)          | GA    | Thomas Wimbush    | 1993 | 201  | 88   |  |
| 21 | Stati Uniti (bandiera)          | A     | Kamari Murphy     | 1993 | 206  | 99   |  |
| 22 | Stati Uniti (bandiera)          | G     | Tahjere McCall    | 1992 | 196  | 86   |  |
| 55 | Australia (bandiera)            | G     | Mitch Creek       | 1992 | 196  | 98   |  |
|    | Stati Uniti (bandiera)          | GA    | Treveon Graham    | 1993 | 196  | 102  |  |

## Staff tecnico
- Allenatore: Will Weaver
- Vice-allenatori: Ryan Forehan-Kelly, Milt Palacio, Scott Simpson
- Preparatore atletico: Shanice Johnson
- Preparatore fisico: Rahsaan Robinson